# زبان یزغلامی
یزغُلامی یا یزگُلامی نام زبانی ایرانی از شاخهٔ پامیری‌است که پیرامون یازده هزارتن گویشور دارد که امروزه عمدتاً در کرانهٔ رود یزغلام در ولایت مختار کوهستان بدخشان در تاجیکستان می‌زیند. یزغلامی در کنار زبان شغنانی زیرشاخهٔ شغنانی-یزغلامی را از زبان‌های پامیری می‌سازند. امروزه تقریباً همهٔ گویشوران یزغلامی به هر دو زبان یزغلامی و فارسی تاجیکی چیره‌اند.
یزغلامی دو لهجهٔ عمده دارد که گویشوران بدان در دو ارتفاع متفاوت از زمین می‌زیند، اختلاف لهجه جزئی بوده و در حد تفاوت واژگان است. زبان ازمیان‌رفتهٔ ونجی بدین زبان نزدیک بوده‌است. دیگر زبان‌های پامیری اختلاف‌های نمایانی با یزغلامی دارند. به جز تفاوت زبانی، یزغلامی‌زبانان برخلاف دیگر همسایگان ایرانی‌زبان پامیریشان پیرو آیین اسماعیلیان هم نیستند.